# Kaur Singh
Kaur Singh (Sangrur, 9 agosto 1950 – Kurukshetra, 26 aprile 2023) è stato un pugile indiano.

## Biografia
Figlio di due contadini Jat Sikh, all'età di 23 anni partì per la guerra indo-pakistana alla fine dalla quale ricevette una medaglia per il valore.
Una volta finita la guerra entrò nel mondo del pugilato partecipando nella categoria dei pesi massimi dal 1979 al 1983 dove rimase imbattuto sconfiggendo tra gli altri il celebre Muhammad Ali.
L'ultima sua apparizione risale al 1984 dove ha rappresentando l'India ai Giochi della XXIII Olimpiade.